# Lionel Logue
Lionel George Logue (Adelaida, 26 de febrero de 1880-Londres, 12 de abril de 1953) fue un logopeda australiano, conocido especialmente por tratar con éxito al rey Jorge VI del Reino Unido, que tenía una pronunciada tartamudez desde niño. La relación entre ambos y el tratamiento empleado por Logue constituyen el tema central de la película El discurso del rey (2010), en la que Logue es interpretado por el actor Geoffrey Rush.

## Biografía
Lionel Logue nació el 26 de febrero de 1880, en Adelaida, Australia del Sur, siendo el mayor de cuatro hermanos. Su abuelo Edward Logue, originario de Dublín, creó en 1850 una empresa de cervecería que, después de su muerte en 1868, se fusionó con la South Australian Brewing Company. Sus padres eran George Edward Logue, contable en la cervecería de su abuelo, y Lavinia Rankin. Asistió al Prince Alfred College entre 1889 y 1896.

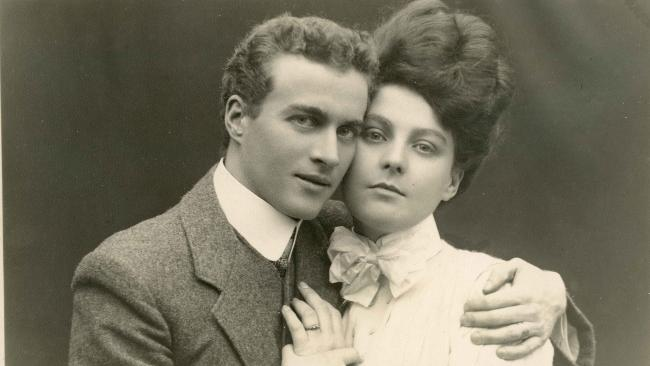
Logue con su esposa, Myrtle Gruenert, en 1906

Logue se casó con Myrtle Gruenert, una empleada de 21 años de edad, en la Catedral anglicana de San Jorge, Perth, el 20 de marzo de 1907. Tuvieron tres hijos. Fue miembro de la Ciencia cristiana la mayor parte de su vida profesional, por lo menos hasta después de la muerte de su esposa en 1945, cuando mostró interés por el espiritualismo. Vivió en una villa victoriana de 25 habitaciones llamada Beechgrove en Sydenham, desde antes de 1933 hasta alrededor de 1940.
Murió en Londres el 12 de abril de 1953, y su cuerpo fue cremado.

## Carrera profesional
La carrera profesional de Logue comenzó en Perth, donde dio clases de locución, oratoria y arte dramático, trabajó en obras de teatro y recitales, y fundó un club para oradores. También participó con escuelas como el Methodist Ladies' College, la Asociación Cristiana de Jóvenes, el convento de Loreto, el Scotch College, la Escuela técnica de Perth y el Claremont Teachers' College.
En 1911 Logue viajó por numerosos lugares del mundo para estudiar los métodos de la oratoria. Tras su regreso a Perth tras la Primera Guerra Mundial, desarrolló varios tratamientos para los veteranos de guerra a los que la fatiga de combate había dejado con problemas de voz. Además de ejercicios físicos de respiración, la terapia de Logue hacía hincapié en el humor, la paciencia y la «simpatía sobrehumana».
En 1924 Logue se trasladó con su esposa y sus tres hijos a Inglaterra, en principio para unas vacaciones. Una vez allí, ocupó puestos de enseñanza de locución en escuelas de todo Londres. En 1926 abrió una consulta de logopedia en el 146 de Harley Street. Fue allí donde el duque de York, el futuro rey Jorge VI, buscó la ayuda de Logue. Logue utilizaba los honorarios pagados de los clientes ricos para subvencionar a los pacientes que no podían permitirse pagar.[cita requerida] En 1935, fue cofundador de la Sociedad Británica de Logopedas y se convirtió en miembro fundador del Colegio de Logopedas en 1944.

## Tratamiento del rey Jorge VI
Antes de acceder al trono, Alberto, duque de York, había temido desde niño hablar en público porque sufría de una grave disfemia. Su discurso de clausura en la Exposición del Imperio británico en Wembley el 31 de octubre de 1925 resultó un calvario para el duque y oyentes por igual. La experiencia sirvió para que el duque buscara una forma de manejar su tartamudez, en la que participó Logue.
Tras diagnosticar una coordinación deficiente entre la laringe y el diafragma, Logue prescribió al duque ejercicios vocales durante una hora diaria. El tratamiento de Logue consiguió que el duque se relajase al hablar y evitó la tensión que producía espasmos musculares. Como resultado, sufrió sólo ocasionales vacilaciones en sus discursos. En 1927, ya hablaba con confianza y pronunció un discurso en la apertura del Parlamento de Australia en Canberra sin tartamudear.
El trabajo de Logue con el duque siguió a través de los años 30 y 40. Usó trabalenguas para ayudar al rey Jorge VI a ensayar para su discurso en la radio, su coronación y las principales emisiones del Imperio británico, durante la Segunda Guerra Mundial.
Los dos hombres siguieron siendo amigos hasta la muerte del rey, hasta el punto de que el soberano reconoció personalmente su amistad y agradecimiento a Logue al nombrarlo miembro de la Real Orden Victoriana, un regalo personal reservado al rey del Reino Unido, primero como miembro, el 11 de mayo de 1937 y más tarde elevándolo a comendador de la misma orden en 1944.
Uno de los nietos de Logue, Mark, escribió un libro con Peter Conradi sobre la relación de su abuelo con el duque de York, titulado The King's Speech: How One Man Saved the British Monarchy (El discurso del rey: cómo un hombre salvó a la monarquía británica). El título fue utilizado para la película británica de 2010 El discurso del rey, un drama histórico escrito por David Seidler y dirigido por Tom Hooper, en el que Logue es interpretado por Geoffrey Rush y el rey Jorge VI por Colin Firth. La película ganó numerosos premios, entre los que destacan el Óscar a la mejor película, mejor guion original, mejor director y mejor actor en 2011. Logue también fue interpretado por Trevor Littledale en el serial radiofónico de 2008 A King's Speech, de Mark Burgess.